# Paulinha Abelha
Paula de Menezes Nascimento Leça Viana (16 de agosto de 1978-Aracaju, 23 de febrero de 2022) fue una cantante brasileña.

## Carrera

### Comienzos
Inició su carrera artística a los 12 años de edad cantando en tríos eléctricos en las ciudades del interior sergipano.
Durante tres años estuvo en la banda  Flor de Mel, creada por ella, pero esta no generaba recursos, y ni ella y ni sus padres podían mantenerla, así que la finiquitó. Posteriormente, ingresó en la banda Panela de Barro, donde permaneció tres años, acumulando experiencia como cantante.

### Calcinha Preta
Fue descubierta por Gilton Andrade, empresario y director de la banda Calcinha Preta. Allí Paulinha se destacó cómo una de las principales voces de la banda, donde permaneció durante 12 años, durante los cuales participó en la grabación de 22 álbumes y 3 DVDs.

## Vida personal
Estuvo casada con el cantante Marlus Viana durante diez años y anunciaron su separación en 2015. Entre 2017 y 2022, Paulinha estuvo casada con el bailarín Clevinho Santos.

### Muerte
El 11 de febrero de 2022 fue ingresada en estado grave a un hospital en Aracaju, capital de Sergipe, con cuadro de insuficiencia renal. El día 23 del mismo mes, murió por complicaciones de la enfermedad.

### Tributo
Abelha está enterrada en el cementerio San Juan Bautista de su ciudad natal Simão Dias. En dicha ciudad se inauguró en diciembre del 2022, un memorial, dónde se erigió una estatua de ella, con su vestuario de actuación, y un mural con una cronología de su carrera.